# Федерална јединица
Федералнa јединица или држава чланица федерације територијална je и уставна заједница која представља део неке федерације као што су Аустралија, Бразил, Индија, Мексико, САД и др. Такве се државе разликују од суверених држава по томе што немају потпуно суверена овлашћења на територији читаве државе, јер је суверена власт подељена између федералних јединица и централне или федералне владе. Оно што је важно напоменути јесте то да федералне јединице немају засебан статус у међународном праву. Уместо тога, федерална унија као јединствени ентитет представља одређену суверену државу у међународном праву. У зависности од уставне структуре одређене федерације, федерална држава може имати различите нивое законодавне, судске и управне надлежности над одређеном територијом и облик је регионалне власти.
У неким случајевима, федерација се ствара из уније политичких ентитета, који су или независне или зависне територије другог сувереног ентитета (најчешће колонијалне власти). У другим случајевима, федеративне државе су створене од региона који су претходно били унитарне државе. Након што се формира федерални устав, правила која регулишу однос између савезних и регионалних сила постају део уставног закона земље, а не међународног права.
У земљама са савезним уставима, постоји подела власти између централне владе и држава чланица. Ови ентитети — државе, провинције, окрузи, кантони, покрајине и сл. — делимично су самоуправни и имају степен уставно загарантоване аутономије која битно варира од једне до друге федерације. У зависности од облика децентрализације овлашћења, савезне владе могу или не могу да буду надјачане, путем стављања вета на одлуке федералне јединице. Закони који регулишу однос између савезних и регионалних власти могу се мењати националним или савезним уставом, а ако постоје и државним уставима.

## Списак конституената по федерацији
„Федералне јединице“ у табели испод имају инхерентну државну власт у уставном систему федерације, док су „остале јединице“ делегиране од стране федералне владе или се њима директно управља.
| Federation                | Federated units | Other units |
| ------------------------- | --- | --- |
| Аргентина                 | 23 провинције: - Буенос Ајрес - Катамарка - Чако - Чубут - Кордоба - Коријентес - Ентре Риос - Формоса - Хухуј - Пампа - Риоха (аргентинска провинција) - Мендоза - Мисионес - Неукен - Рио Негро (Аргентина) - Салта - Сан Хуан - Сан Луис - Санта Круз - Санта Фе - Сантијаго дел Естеро - Огњена Земља - Тукуман | 1 аутономни град: - Буенос Ајрес |
| Аустралија                | 6 држава: - Нови Јужни Велс - Квинсленд - Јужна Аустралија - Тасманија - Викторија - Западна Аустралија | 3 унутрашње територије: - Аустралијска престоничка територија - Територија Џервис Беј - Северна територија                                                                                        |
| Аустралија                | 6 држава: - Нови Јужни Велс - Квинсленд - Јужна Аустралија - Тасманија - Викторија - Западна Аустралија | 7 спољашњих територија: - Острва Ашмор и Картије - Аустралијска антарктичка територија - Божићно Острво - Кокосова Острва - Острва Коралног мора - Острво Херд и острва Макдоналд - Острво Норфок |
| Босна и Херцеговина       | 2 ентитета: - Република Српска - Федерација Босне и Херцеговине | 1 самоуправни округ: - Брчко (званично кондоминијум оба ентитета) |
| Босна и Херцеговина       | Сама Федерација Босне и Херцеговине је федерација 10 кантона: - Уна-Сана - Посавина - Тузла - Зеница-Добој - Босанско подриње - Централна Босна - Херцеговина-Неретва - Западна Херцеговина - Сарајево - Кантон 10 | 1 самоуправни округ: - Брчко (званично кондоминијум оба ентитета) |
| Бразил                    | 26 држава: - Акре - Амапа - Амазонас - Пара - Рондонија - Рораима - Токантинс - Алагоас - Баија - Сеара - Марањао - Параиба - Пернамбуко - Пјауи - Рио Гранде до Норте - Сержипе - Гојас - Мато Гросо - Мато Гросо до Сул - Еспирито Санто - Минас Жераис - Рио де Жанеиро - Сао Пауло - Парана - Рио Гранде до Сул - Санта Катарина | |
| Бразил                    | 1 федерални дистрикт: - Савезни дистрикт Бразила | |
| Канада                    | 10 провинција: - Алберта - Британска Колумбија - Манитоба - Њу Брансвик - Њуфаундленд и Лабрадор - Нова Шкотска - Онтарио - Острво Принца Едварда - Квебек - Саскачеван | 3 територије: - Северозападне територије - Нунавут - Јукон |
| Комори                    | 3 острва: - Анжуан - Велики Комори - Мохели | |
| Етиопија                  | 11 региона: - Афар - Амхара - Бенишангул-Гумуз - Гамбела - Харари - Оромија - Сидама - Сомали - Југозападни - Јужни - Тиграј | 2 града: - Адис Абеба - Дире Дава |
| Немачка                   | 16 држава: - Баден-Виртемберг - Баварска - Берлин - Бранденбург - Бремен - Хамбург - Хесен - Доња Саксонија - Мекленбург-Западна Померанија - Северна Рајна-Вестфалија - Рајна-Палатинат - Сарланд - Саксонија - Саксонија-Анхалт - Шлезвиг-Холштајн - Тирингија | |
| Индија                    | 28 држава: - Андра Прадеш - Аруначал Прадеш - Асам - Бихар - Чатисгар - Гоа - Гуџарат - Харајана - Химачал Прадеш - Џарканд - Карнатака - Керала - Мадја Прадеш - Махараштра - Манипур - Мегалаја - Мизорам - Нагаланд - Одиша - Панџаб - Раџастан - Сиким - Тамил Наду - Телангана - Трипура - Утар Прадеш - Утараканд - Западни Бенгал | 8 територија уније: - Андамани и Никобари - Чандигар - Дадра и Нагар Хавели и Даман и Диу - Територија националног главног града Делхија - Џаму и Кашмир - Ладак - Лакадиви - Пудушери            |
| Ирак                      | 19 губерније: - Анбар - Ербил - Бабил - Багдад - Басра - Ди Кар - Дијала - Дахук - Халабџа - Карбала - Киркук - Мајсан - Мутана - Наџаф - Нинива - Кадисија - Саладин - Сулејманија - Васит | 1 аутономни регион: - Јужни Курдистан (регион преклапа подручје гувернерата) |
| Малезија                  | 13 држава: - Џохор - Кедах - Келантан - Малака - Нагери Сембелан - Паханг - Пенанг - Перак - Перлис - Сабах - Саравак - Селангор - Теренгану | 3 федералних територија: - Путраџаја - Куала Лумпур - Лабуан |
| Мексико                   | 31 држава: - Агваскалијентес - Доња Калифорнија - Јужна Доња Калифорнија - Кампече - Чијапас - Чивава - Коавила - Колима - Дуранго - Гванахуато - Гереро - Идалго - Халиско - Мексико - Мичоакан - Морелос - Најарит - Нови Леон - Оахака - Пуебла - Керетаро - Кинтана Ро - Сан Луис Потоси - Синалоа - Сонора - Табаско - Тамаулипас - Тласкала - Веракруз - Јукатан - Закатекас | |
| Мексико                   | 1 аутономни град: - Мексико Сити | |
| Микронезија               | 4 државе: - Чук - Косрај - Понпеј - Јап | |
| Непал                     | 7 провинције: - Коши - Мадеш - Багмати - Гандаки - Карнали - Лумбини - Судурпаштим | |
| Нигерија                  | 36 државе: - Абија - Адамава - Аква Ибом - Анамбра - Баучи - Бајелса - Бенуе - Борно - Крос Ривер - Делта - Ебоњи - Едо - Екити - Енугу - Гомбе - Имо - Џигава - Кадуна - Кана - Кацина - Кеби - Коги - Квара - Лагос - Насарава - Нигер - Огун - Ондо - Осун - Ојо - Плато - Риверс - Сокото - Тараба - Јобе - Замфара | 1 територија: - Територија главног града савезне државе |
| Русија                    | 46 области: - Амур - Архангељск - Астрахан - Белгород - Брјанск - Чељабинск - Иркутск - Иваново - Калињинград - Калуга - Кемерово - Киров - Кострома - Курган - Курск - Лењинград - Липецк - Магадан - Московска област - Мурманск - Нижњи Новгород - Новгород - Новосибирск - Омск - Оренбург - Орел - Пенза - Псков - Ростов - Рјазањ - Сахалин - Самара - Саратов - Смоленск - Свердловск - Тамбов - Томск - Твер - Тула - Тјумењ - Уљановск - Владимир - Волгоград - Вологда - Вороњеж - Јарослављ                                                                                        | |
| Русија                    | 21 република: - Адигеја - Република Алтај - Башкортостан - Бурјатија - Чеченија - Чувашија - Дагестан - Ингушетија - Кабардино-Балкарија - Калмикија - Карачајево-Черкезија - Карелија - Хакасија - Комија - Мариј Ел - Мордовија - Северна Осетија — Аланија - Јакутија - Татарстан - Тува - Удмуртија | |
| Русија                    | 9 покрајина: - Алтајска Покрајина - Камчатка - Хабаровск - Краснодар - Краснојарск - Perm - Приморје - Ставропољ - Забајкал | |
| Русија                    | 4 аутономна округа: - Чукотка - Хантија-Мансија - Ненеција - Јамалија | |
| Русија                    | 2 федерална града: - Москва - Санкт Петербург | |
| Русија                    | 1 аутономна област: - Јеврејска аутономна област | |
| Сент Китс и Невис         | 1 аутономно острво: - Невис | Сент Китс: - Сент Китс |
| Сомалија                  | 5 федералних земаља чланица: - Галмудуг - Хиршабеле - Џубаленд - Пунтленд - Југозападна Сомалија | |
| Јужни Судан               | 10 држава: - Северни Бахр ел Газал - Западни Бахр ел Газал - Језера - Вараб - Западна Екваторија - Централна Екваторија - Источна Екваторија - Џонглеј - Јунити - Горњи Нил | 3 административне области: - Абјеј - Пибор - Рувенг |
| Судан                     | 18 држава: - Ел Гезира - Плави Нил - Сенар - Бели Нил - Централни Дарфур - Источни Дарфур - Северни Дарфур - Јужни Дарфур - Западни Дарфур - Касала - Ел Кадариф - Црвено море - Картум - Северни Кордофан - Јужни Кордофан - Западни Кордофан - Северни Судан - Река Нил | 1 подручје посебног административног статуса: - Абјеј |
| Швајцарска                | 26 кантона: - Аргау - Апенцел Аусероден - Апенцел Инероден - Базел-провинција - Базел-град - Берн - Фрибур - Женева - Гларус - Граубинден - Јура - Луцерн - Нешател - Нидвалден - Обвалден - Шафхаузен - Швиц - Золотурн - Санкт Гален - Тургау - Тичино - Ури - Вале - Во - Цуг - Цирих | |
| Уједињени Арапски Емирати | 7 емирата: - Абу Даби - Аџман - Дубаи - Фуџејра - Рас ел Хајма - Шарџа - Ум ел Кајвејн | |
| Сједињене Државе          | 50 држава: - Алабама - Аљаска - Аризона - Арканзас - Калифорнија - Колорадо - Конектикат - Делавер - Флорида - Georgia - Хаваји - Ајдахо - Илиноис - Индијана - Ајова - Канзас - Кентаки - Луизијана - Мејн - Мериленд - Масачусетс - Мичиген - Минесота - Мисисипи - Мисури - Монтана - Небраска - Невада - Њу Хемпшир - Њу Џерзи - Нови Мексико - Њујорк - Северна Каролина - Северна Дакота - Охајо - Оклахома - Орегон - Пенсилванија - Роуд Ајланд - Јужна Каролина - Јужна Дакота - Тенеси - Тексас - Јута - Вермонт - Вирџинија - Вашингтон - Западна Вирџинија - Висконсин - Вајоминг | 1 федерални дистрикт: - Дистрикт Колумбија |
| Сједињене Државе          | 50 држава: - Алабама - Аљаска - Аризона - Арканзас - Калифорнија - Колорадо - Конектикат - Делавер - Флорида - Georgia - Хаваји - Ајдахо - Илиноис - Индијана - Ајова - Канзас - Кентаки - Луизијана - Мејн - Мериленд - Масачусетс - Мичиген - Минесота - Мисисипи - Мисури - Монтана - Небраска - Невада - Њу Хемпшир - Њу Џерзи - Нови Мексико - Њујорк - Северна Каролина - Северна Дакота - Охајо - Оклахома - Орегон - Пенсилванија - Роуд Ајланд - Јужна Каролина - Јужна Дакота - Тенеси - Тексас - Јута - Вермонт - Вирџинија - Вашингтон - Западна Вирџинија - Висконсин - Вајоминг | 1 инкорпорисана територија: - [[ Палмира атол]] |
| Сједињене Државе          | 50 држава: - Алабама - Аљаска - Аризона - Арканзас - Калифорнија - Колорадо - Конектикат - Делавер - Флорида - Georgia - Хаваји - Ајдахо - Илиноис - Индијана - Ајова - Канзас - Кентаки - Луизијана - Мејн - Мериленд - Масачусетс - Мичиген - Минесота - Мисисипи - Мисури - Монтана - Небраска - Невада - Њу Хемпшир - Њу Џерзи - Нови Мексико - Њујорк - Северна Каролина - Северна Дакота - Охајо - Оклахома - Орегон - Пенсилванија - Роуд Ајланд - Јужна Каролина - Јужна Дакота - Тенеси - Тексас - Јута - Вермонт - Вирџинија - Вашингтон - Западна Вирџинија - Висконсин - Вајоминг | 13 неинкорпорисане територије: - Америчка Самоа - Гвам - Северна Маријанска Острва - Порторико - Америчка Девичанска Острва -                                                                     |